# Sächsisches Staatsministerium für Infrastruktur und Landesentwicklung
Das Staatsministerium für Infrastruktur und Landesentwicklung ist eine oberste Landesbehörde des Freistaates Sachsen mit Sitz in der Landeshauptstadt Dresden. Es wurde 2019 mit der Bildung des Kabinetts Kretschmer II als Sächsisches Staatsministerium für Regionalentwicklung gegründet, im Dezember 2024 wurde es mit dem Kabinett Kretschmer III um den Aufgabenbereich Verkehr / Mobilität erweitert und umbenannt. Der Sitz des Ministeriums befindet sich im Gebäude der Sächsischen Staatskanzlei in der Archivstraße 1 in Dresden. Es ist jedoch über mehrere Gebäude in Dresden verteilt.
Das Sächsische Staatsministerium für Infrastruktur und Landesentwicklung befasst sich in mehreren Abteilungen mit den Themen Förderung des ländlichen Raums, Strukturentwicklung in Sachsen, Landesentwicklung, Vermessungswesen/Geoinformation, Bauwesen, Stadtentwicklung, Wohnungswesen sowie Verkehr und Mobilität.

## Geschichte
Bereits nach der Wiedergründung des Freistaats Sachsen 1990 gab es ein „Staatsministerium für Umwelt und Landesentwicklung“, welches sich mit Aspekten der Landesplanung beschäftigte. Dieser Fachbereich wurde am 2. Dezember 1999 ausgegliedert und war bis 2019 dem Innenministerium zugeordnet. Mit Einrichtung des Sächsischen Staatsministerium für Regionalentwicklung 2019 wurde dann das erste Ministerium dieser Art in Deutschland gegründet. Ein Hauptanliegen ist es, die Stadt-Land-Ungleichheiten in Sachsen zu verringern und faire Entwicklungschancen und gleiche Lebensbedingungen im gesamten Gebiet des Freistaats Sachsen zu erreichen. Außerdem begreift das Ministerium konkret „die Strukturentwicklung in der Lausitz und dem Mitteldeutschen Revier aufgrund des Braunkohleausstiegs bis 2038“ als seine Aufgabe. Im Zuge der Bildung des Kabinetts Kretschmer III im Dezember 2024 wurde das Ministerium in Staatsministerium für Infrastruktur und Landesentwicklung umbenannt. Ihm wurde in diesem Zusammenhang auch die Abteilung Mobilität neu zugeordnet, die bis dahin im Sächsischen Staatsministerium für Wirtschaft, Arbeit und Verkehr angesiedelt war.
Seit dem 19. Dezember 2024 wird das Staatsministerium für Infrastruktur und Landesentwicklung von Staatsministerin Regina Kraushaar (CDU) geleitet. Ihr steht als Staatssekretärin Barbara Meyer zur Seite.

## Struktur
Das Sächsische Staatsministerium für Infrastruktur und Landesentwicklung besteht aus mehreren Fachabteilungen, dem Büro der Staatsministerin, dem Büro der Staatssekretärin und einer koordinierenden Zentralstelle. Nachgeordnete Behörden sind das Sächsische Landesamt für Denkmalpflege, der Staatsbetrieb Geobasisinformation und Vermessung Sachsen und das Landesamt für Straßenbau und Verkehr.
Facharbeit leisten diese Abteilungen:
- Verwaltung und Recht
- Regionalpolitik, ländliche Entwicklung und Innovation
- Strukturentwicklung
- Landesentwicklung, Vermessungswesen
- Stadtentwicklung, Bau- und Wohnungswesen
- Mobilität